# 盐官镇 (礼县)
盐官镇，是中华人民共和国甘肃省陇南市礼县下辖的一个乡镇级行政单位。

## 行政区划
盐官镇下辖以下地区：
新联社区、新合社区、排头村、周河村、王城村、新集村、新合村、新联村、鸭合村、北堡村、新中川村、高楼村、罗堡村、东庄村、新山村、西沟村、石联村、龙池村、程山村、牟联村、庄窠村、套边村、杨咀村、新庄村、张寺村、宫城村、白关堡村、坡儿村和三江口村。